# Philae (Insel)
Philae (arabisch أنس الوجود, DMG Ânas el woǵud, ehemals auch Bilaq; koptisch Pilak oder Pelak; auch Hut-chenti, Haus des Anfangs) ist eine durch den Stausee der alten Assuan-Staumauer überflutete Insel im ägyptischen Niltal. Sie befand sich etwa acht Kilometer südlich der oberägyptischen Stadt Assuan. Bekannt war Philae für die dort errichteten Tempelanlagen (Tempel von Philae) des Isis-Heiligtums, die wegen der Überflutung der Insel durch den Stausee auf die benachbarte Insel Agilkia versetzt wurden. Die hieroglyphischen Reliefs der Tempelanlage werden durch das Philae TempelText-Projekt (PTTP) des Ägyptologischen Institut der Universität Leipzig in Kooperation mit der Österreichischen Akademie der Wissenschaften bearbeitet und publiziert.

## Etymologie
Der lateinische Name der Insel, Philae (auch Philæ, Filae), ist abgeleitet über das griechische Phílai oder auch Phílê von der altägyptischen Namensgebung Aâ-leq, Aâ-req, Aâ-lek, Aâ-rek, I-req, I-rek, der später der Artikel Pa beziehungsweise Pi  vorangestellt wurde.
Daraus ergaben sich beispielsweise die Lesungen „Pa-i-leq“ oder „Pa-i-req“, übersetzt als „die Insel der Zeit“, wobei sich der Begriff „Zeit“ aufgrund einer Inschrift am Trajan-Kiosk in der Schreibung von „iw-rk“ aus der altägyptischen Entsprechung „req“ definiert. Grundlage ist die mythologische Verbindung zum Sonnengott Re, der seit „Anfang der Zeit“ auf Philae beheimatet war. Auf dieser Grundlage versteht sich der kindliche Horus (Hor-pa-chered) als Abkömmling des Re und Sohn des Osiris.
Das demotische „P.ilaq“ leitete sich aus den älteren Varianten ab und bedeutet „die Insel Laq“. Die Benennung hat sich im Koptischen als „Pilak“ oder „Pelak“ erhalten.

## Geschichte

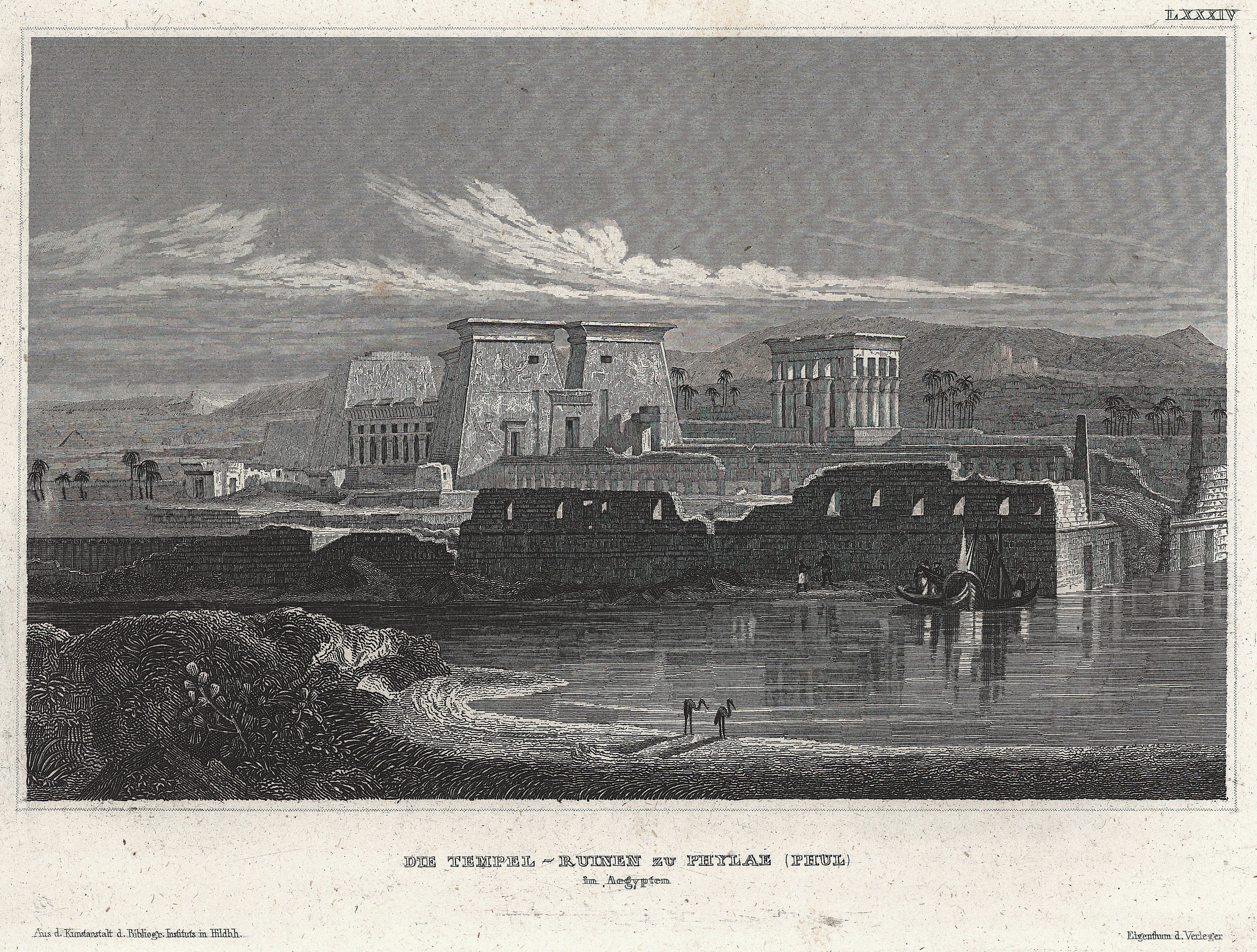
Blick auf die Ruinen Mitte der 1830er Jahre

Philae war mit 400 Metern Länge und 135 Metern Breite die größte dreier Inseln am Südende des ersten Katarakts, einer durch Stromschnellen gekennzeichneten Felsbarriere im Nil. Die beiden anderen Flussinseln waren das etwa 500 Meter entfernte, höher gelegene Agilkia und die kleine, besonders heilige Insel Bigeh, auf der sich die mythologische Grabstätte des Gottes Osiris befand. Auf Philae, gelegen in der Ecke einer kleinen Bucht am östlichen Nilufer, stand der der Göttin Isis, Gemahlin des Osiris, geweihte Tempel; ein Pilgerort für die Ägypter der Antike. Von hier brachen die Priester in Booten nach Bigeh auf, um auf der ansonsten für den Zutritt von Menschen verbotenen Insel auf 360 Opfertischen dem Osiris Gaben darzubringen.
Durch Inschriften oder literarische Quellen sind auf Philae ab der Mitte des 4. Jahrhunderts christliche Bischöfe belegt. Für das Jahr 362 ist ein Bischof namens Marcus bestätigt, folglich dürfte es ab dieser Zeit auch eine Kirche gegeben haben. Die von Kaiser Theodosius I. 391 n. Chr. verordnete Schließung heidnischer Tempel wurde auf Philae dennoch nicht durchgesetzt. Die Insel blieb damit der wohl letzte Ort in Ägypten, an dem die alten Kulte offen praktiziert werden durften, was auch damit zusammenhing, dass das Heiligtum überregional bedeutsam war und dazu diente, römischen Einfluss über die Reichsgrenze hinaus zu stärken: Vor allem Blemmyer, die nicht zum Imperium Romanum gehörten, besuchten den Tempel regelmäßig. Der Isis-Kult auf Philae wurde darum erst zwischen 535 und 537 unter dem oströmischen Kaiser Justinian verboten, der Tempel auf seinen Befehl hin geschlossen. Treibende Kraft war nicht der Kaiser, sondern der Patriarch von Alexandria, der sich auf diese Weise zu profilieren suchte. Die Priester des Kultes mussten die Insel verlassen; ihr Tempel wurde unmittelbar anschließend in eine Kirche des heiligen Stephanos umgewandelt. Datierte Inschriften nennen zudem den Bischof Theodorus von Philae – er amtierte ab etwa 525 bis mindestens 577 –, unter dessen Leitung der Kirchenbau eingeweiht wurde. Außer der in den Pronaos des Isistempels eingebauten dreischiffigen Stephanoskirche gab es nach den geringen archäologischen Resten zu urteilen fünf oder sechs weitere Kirchen, deren Bauzeiten in das 6. bis 8. Jahrhundert datiert werden.

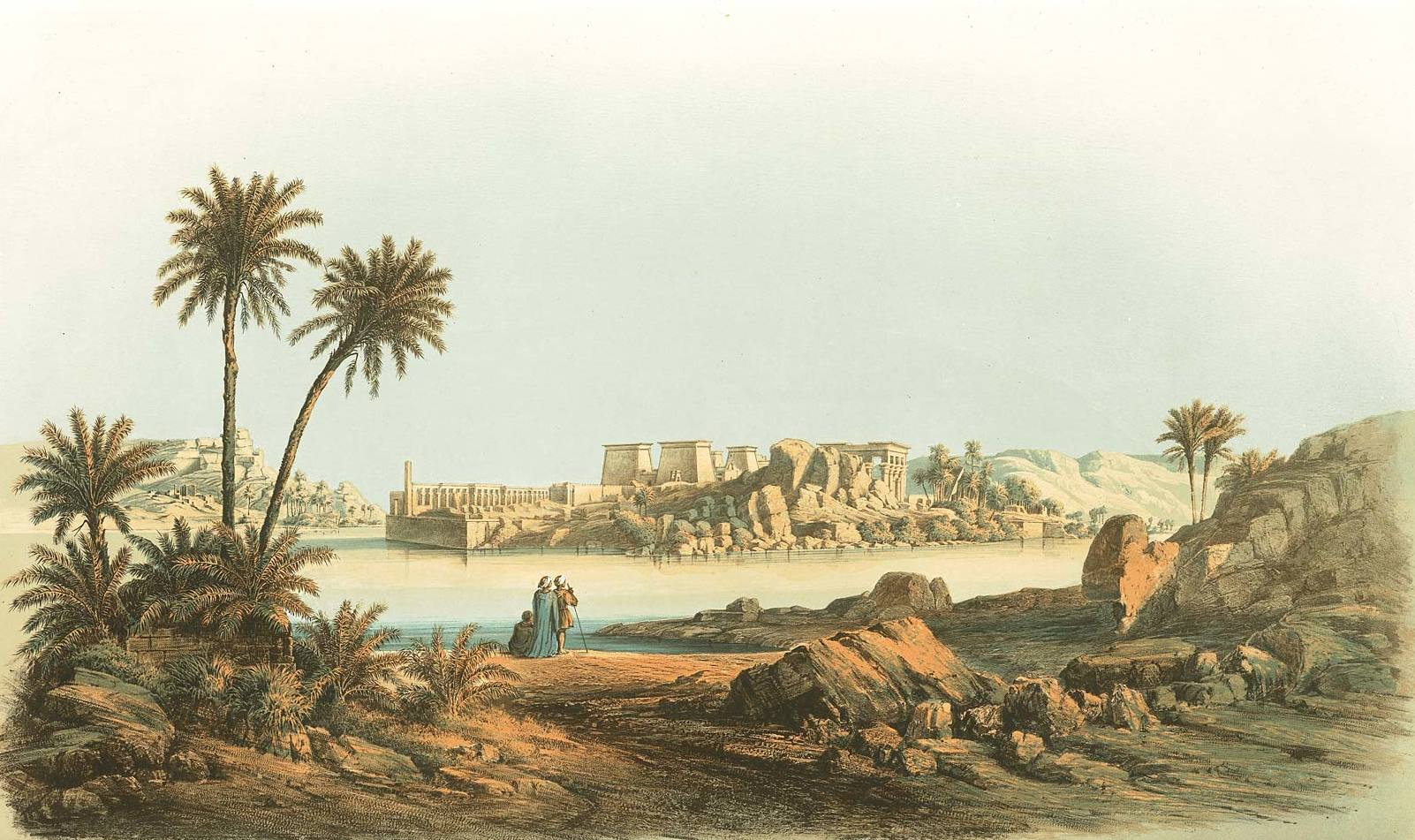
Philae im 19. Jahrhundert

Bis ins 19. Jahrhundert blieb Philae von Überschwemmungen durch die Wasser des Nil verschont. Dies änderte sich ab 1902 mit der Fertigstellung der alten Assuan-Staumauer fünf Kilometer südlich der Stadt Assuan. Zehn Monate des Jahres wurde die Insel nun vom künstlich angelegten Stausee überspült. Nur während der Öffnung der Schleusen des Dammes wegen des Hochwasserdrucks im August und September fiel die Tempelinsel zeitweise trocken. Der Bau des Assuan-Hochdamms 1960 bis 1971 etwa sechs Kilometer südlich von Philae eröffnete für die Bauten auf der Insel neue Probleme: statt eines gleichmäßigen Wasserpegels hätte ein ständiger Zu- und Abfluss des Wassers zwischen den beiden Staumauern des alten und neuen Dammes die Fundamente der Tempelanlagen ausgewaschen. Ein Einsturz im Laufe der Zeit wäre die Folge gewesen.

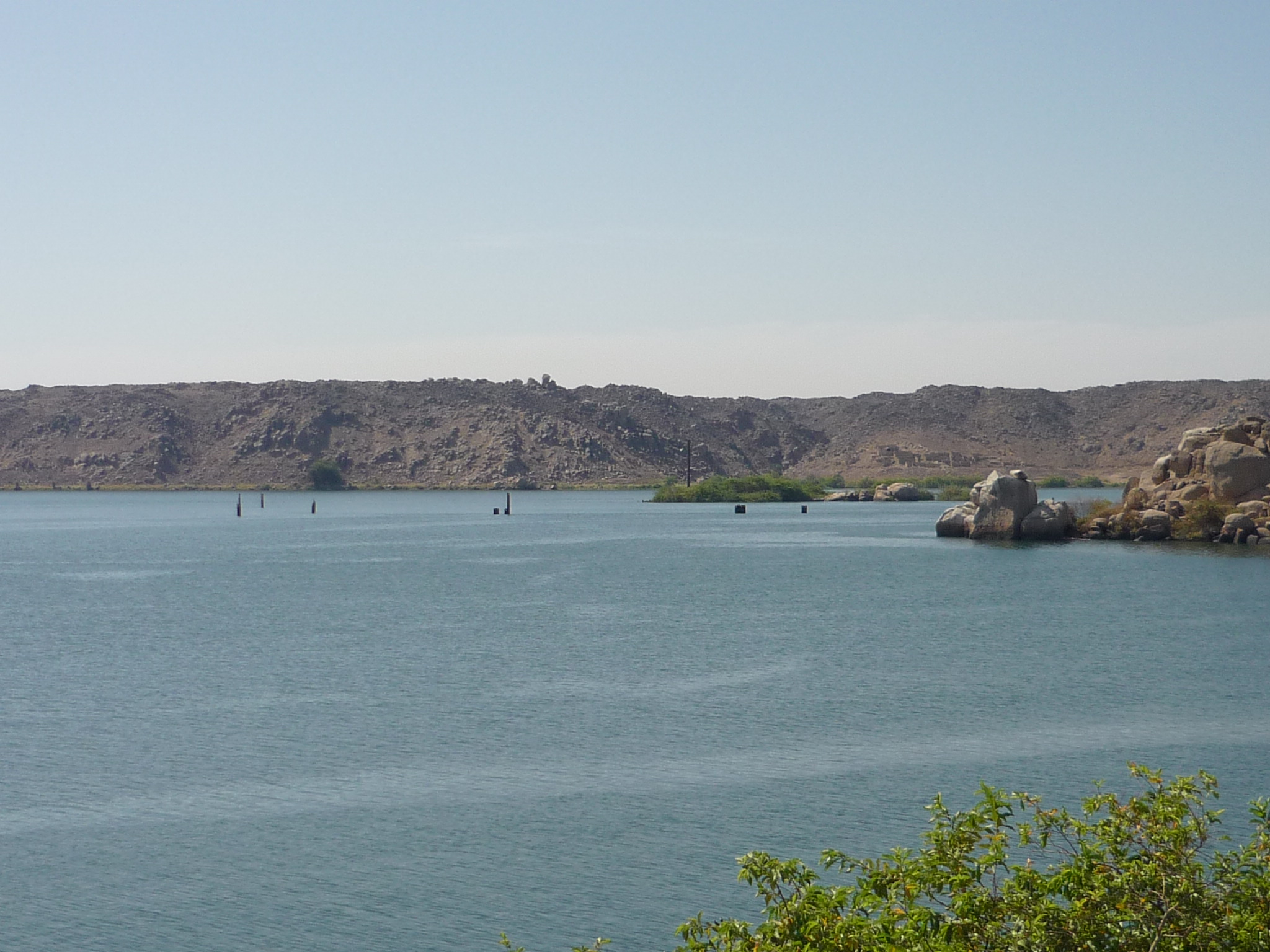
Ehemalige Lage von Philae

Im Zusammenhang mit der Rettungsaktion für Nubiens Denkmäler plante man schließlich ab 1972 den Umzug der Tempelanlagen von Philae auf höher gelegenes Gelände. Als Umzugsort wurde die nordwestliche Nachbarinsel Agilkia ausersehen. Man gestaltete sie unter der Berücksichtigung der Topografie von Philae um, zersägte die wichtigsten Bauten in 37.363 zwischen 2 und 25 Tonnen schwere Blöcke und baute die Anlagen originalgetreu wieder auf. Die Arbeiten dauerten von 1977 bis 1980. Im Einzelnen wurden versetzt: der Tempel der Isis, der Pavillon des Nektanebos I., der Trajan-Kiosk, der kleine Tempel der Hathor, der Tempel des Harendotes, der Pavillon des Psammetich II., die Hadrian-Bastion, der Tempel des Imhotep, der Tempel des Mandulis, der Tempel des Arensnuphis-Dedun, der Tempel des Augustus und das Stadttor aus dem nördlichen Teil der Insel. Die Bauten von Philae stehen seit 1979 auf der Liste der UNESCO-Weltkulturerbestätten.

## Weitere Funde
Auf Philae wurde ein Obelisk gefunden, dessen zweisprachige Königsnamen Ptolemäus und Kleopatra bei der Entzifferung der Hieroglyphen halfen.

## Legende
Der Legende nach ist Philae der Platz, an dem Isis das Herz ihres Mannes Osiris fand, nachdem – gemäß dem Osirismythos – sein Bruder Seth ihn umgebracht, zerstückelt und die Teile im ganzen Land versteckt hatte. Letztlich fanden Isis und ihre Schwester Nephthys alle verstreuten Teile des Osiris und setzten seinen Leichnam wieder zusammen. Doch Osiris wollte nicht mehr im Diesseits bleiben und entschied sich fürs Jenseits. Sozusagen im göttlichen Austausch wurde Isis schwanger und brachte den Gott Horus zur Welt.

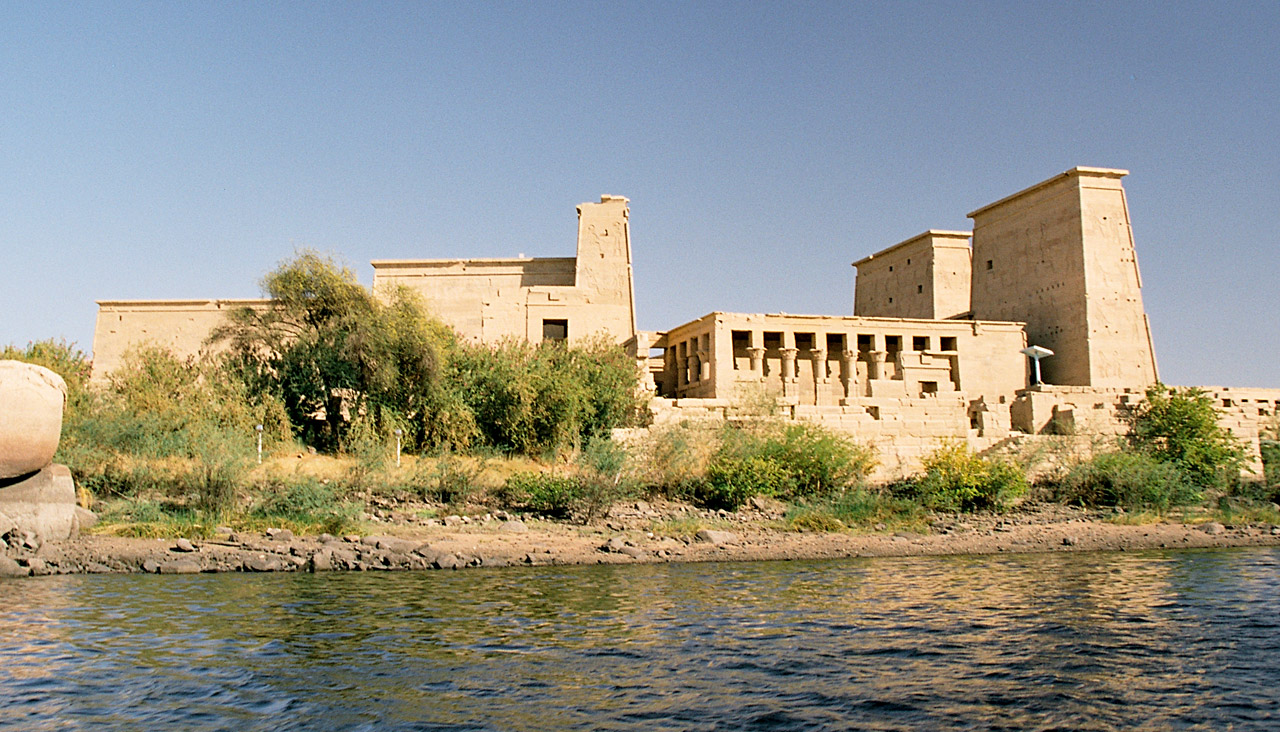
Tempel von Philae 2004

Die Reliefs im Inneren des Mammisi (Geburtshaus) schildern die Geburt des kindlichen Horus, der als erwachsene Gottheit Harendotes mit Isis und Osiris eine der beiden Göttertriaden auf Philae bildete. Isis, die im Gebiet um den ersten Katarakt als Herrin der Überschwemmung verehrt wurde, war im gesamten Römischen Imperium als Göttin der Fruchtbarkeit, der Liebe und der Erlösung beliebt. Philae war eines der Hauptheiligtümer dieser Zeit.
Nicht nur die Muttergöttin Isis oder der Nil wurden auf Philae als Lebensspender verehrt, sondern ebenso die Sonne. Als Tochter des Re erschien Tefnut als Hathor im Göttermythos Die Heimkehr der Göttin auch als Sonnenauge. Vor diesem Hintergrund wurde auf Philae als zweite Göttertriade Chnum-Re, Hathor von Bigge und Hor-pa-chered verehrt. Die Doppelseitigkeit des Wesens von Tefnut kommt auf einer Inschrift zum Ausdruck: Als Sachmet ist sie zornig, als Bastet fröhlich. Sachmet, Bastet, Sopdet, Hathor und Isis sind in Tefnut vereint. Als Sonnenauge hatte sich die Göttin während des Winters tief in den Süden nach Nubien verzogen, weshalb sie auch den Beinamen die nubische Katze trug:

„Der Festjubel ist mit dir fortgezogen, die Trunkenheit verschwand und wurde nicht gefunden. Schlimmer Streit ist in ganz Ägypten. Der Festsaal des Re ist erstarrt, die Trinkhalle des Atum ist bedrückt. Sie alle sind mit dir fortgezogen und haben sich vor Ägypten verborgen. Man ist in Heiterkeit unter den Nubiern.“

Als Sonnenauge verspürte sie offenbar wenig Neigung, nach Ägypten zurückzukehren. Re sandte ihr den Götterboten Thot nach, dem es gelang, die Abtrünnige zur Rückkehr zu bewegen. In Ägypten angekommen, feierte das ganze Land im Rahmen des Hathor-Festes und des Bastet-Festes mit der Göttin ihre glückliche Heimkehr:

„Der Affe (Thot) war vor ihr an jedem Ort, wohin sie gehen würde. Die Göttin zog in Freude weiter, indem sie in ihrer schönen Gestalt der Tefnut war. Man meldete es Re im großen Palast. Er kam aus Heliopolis nach Memphis vor sie. Er begrüßte die Göttin und feierte mit ihr ein Fest in Memphis.“